# Orkanen Galveston
Orkanen Galveston, lokalt känd som Great Storm of 1900, var en tropisk orkan i september år 1900 och den hittills värsta naturkatastrofen i USA:s historia vad gäller antalet dödsoffer. 
The Great Galveston Hurricane, regionalt också kallad Ovädret, orsakade enorm förödelse bland annat utmed delar av Texas kust. Allra värst drabbades staden Galveston med omnejd, därmed benämningen - tropiska orkaner fick inga officiella namn före 1950-talet.
Källorna är ganska bristfälliga vad gäller orkanens framfart innan den nådde USA:s fastland. Det råder därför osäkerhet om hur stor förödelse orkanen orsakade i Västindien.
Ovädret nådde fram till Texas kust 8 september och orkanens centrum, det så kallade ögat, passerade rakt över det låglänta Galveston med medelvind på cirka 60 m/s (216 km/h) med betydligt kraftigare vindbyar. Stormen var därmed en kategori 4-orkan på dem femgradiga orkanskalan (Saffir–Simpsons orkanskala).
Orkanen orsakade en stormflod (storm surge) som sköljde rakt över den ö Galveston ligger på. Följden blev en nästan total ödeläggelse av staden. Ingen vet exakt hur många som omkom - uppskattningarna varierar mellan 8 000 och 12 000. För att bättre skydda staden mot framtida orkaner byggde man efter katastrofen en drygt fem meter hög vall som ska skydda staden från framtida stormfloder i samband med orkaner. Hittills har den lyckats skydda staden från en ny katastrof i samma omfattning som den år 1900, dock dog 200 personer vid en orkan 1915.

## Bilder

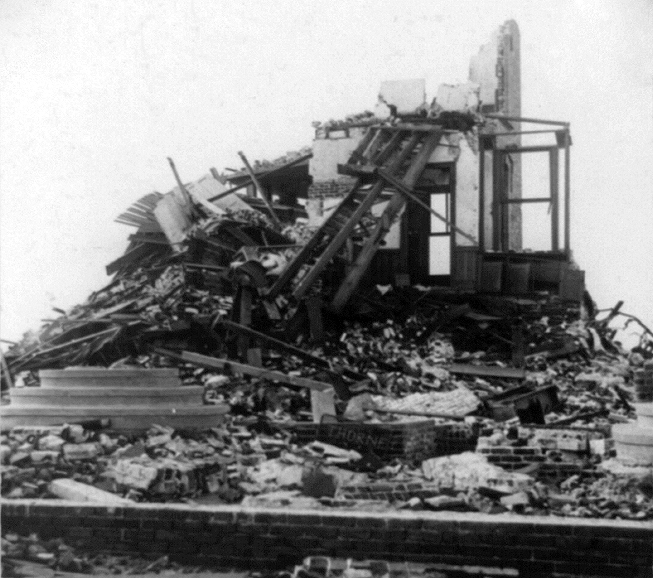
St. Lucas Terrace där 80 döda kroppar hittades efter att detta fotografi togs.
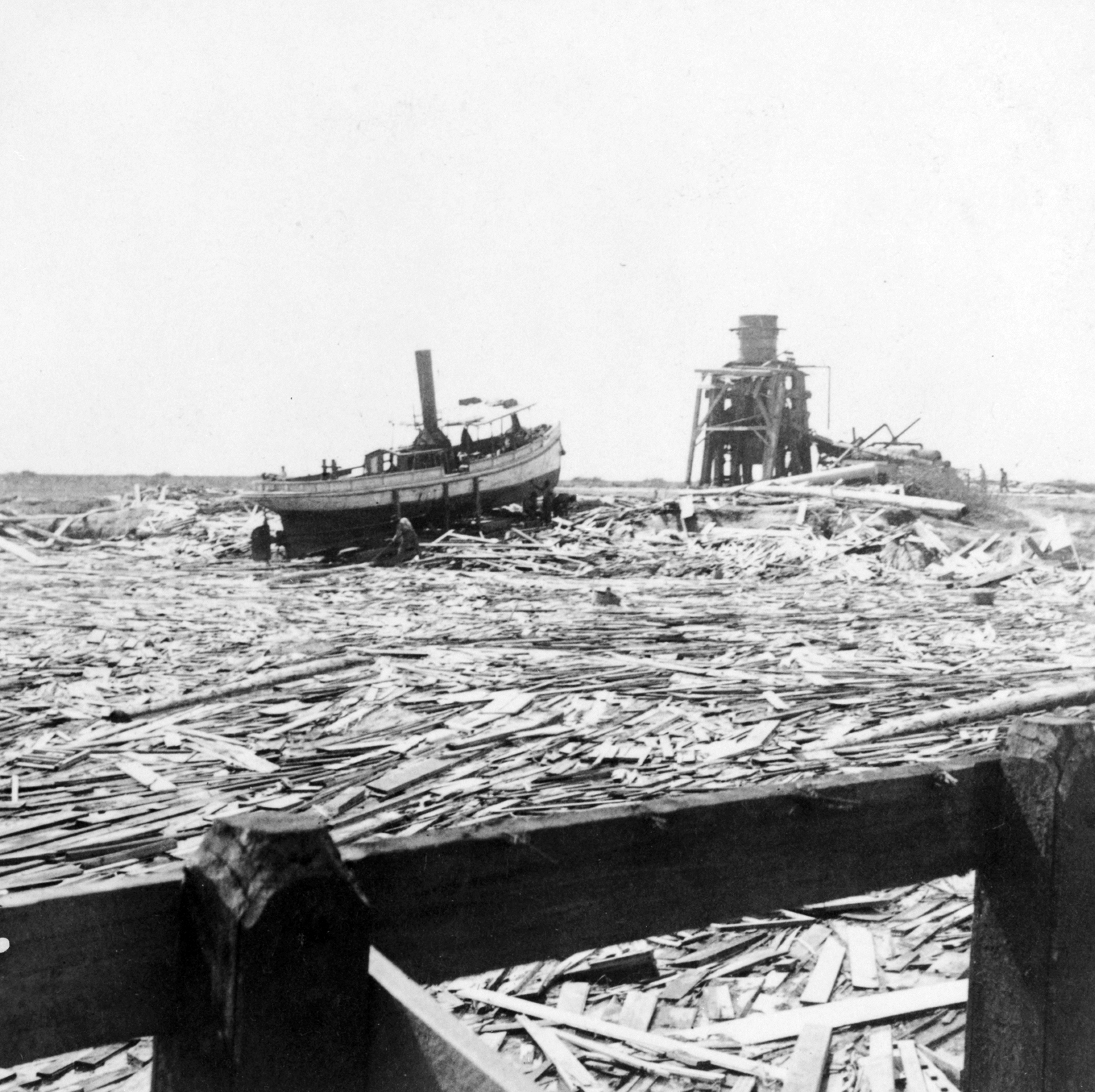
Flytande vrak utanför kusten.
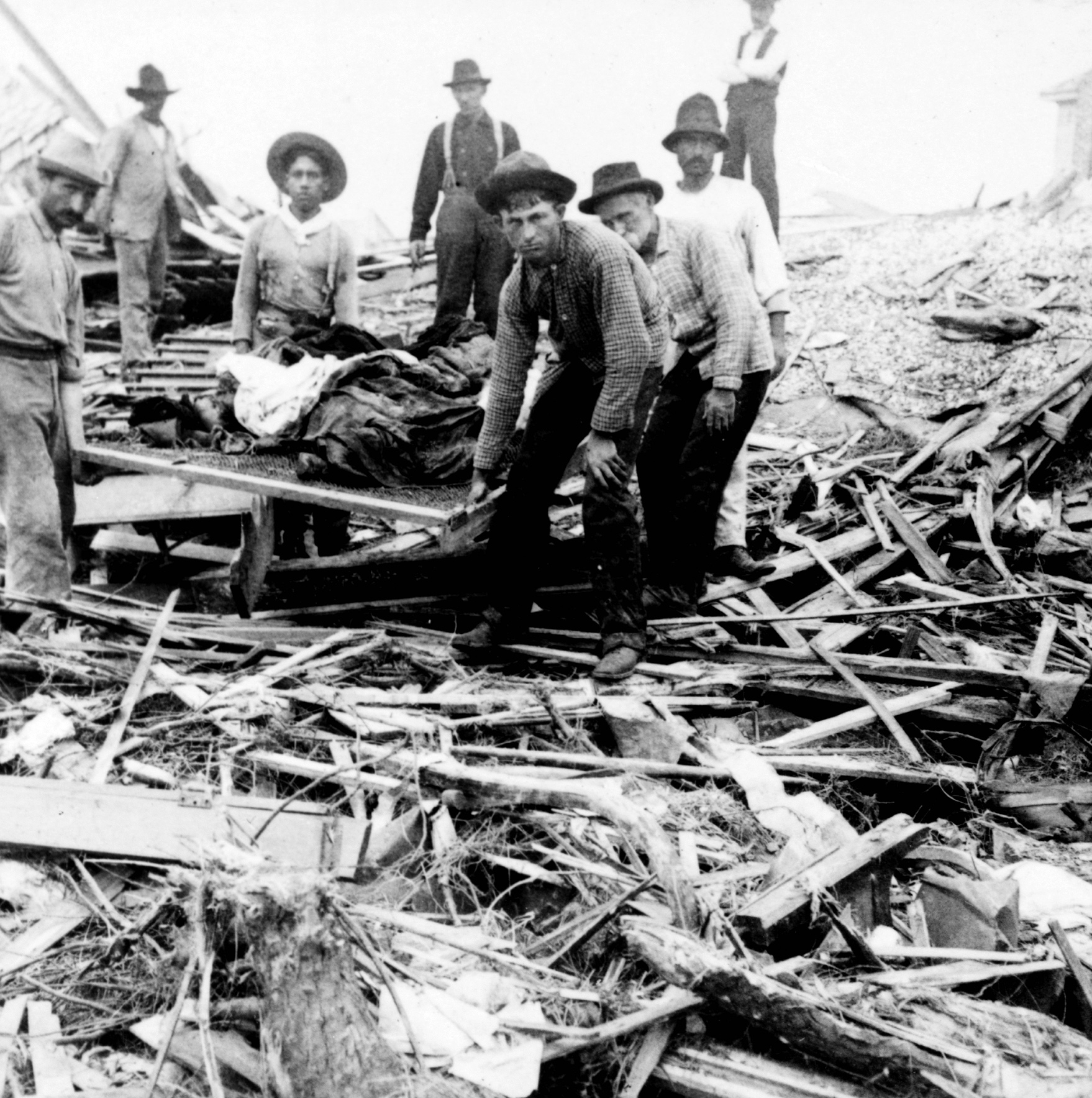
Arbetet med att bära bort döda kroppar.
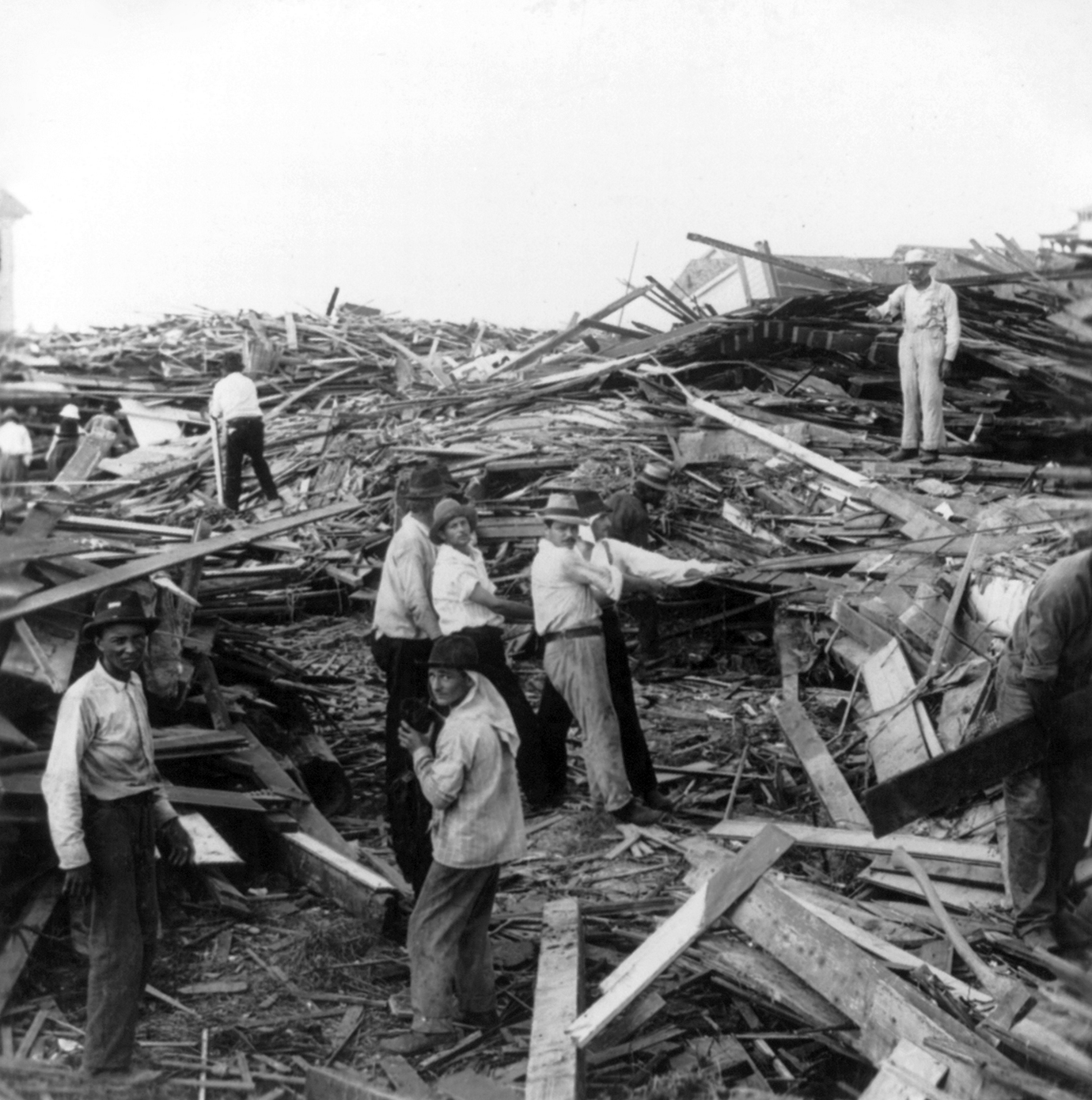
Arbete bland ruinerna.
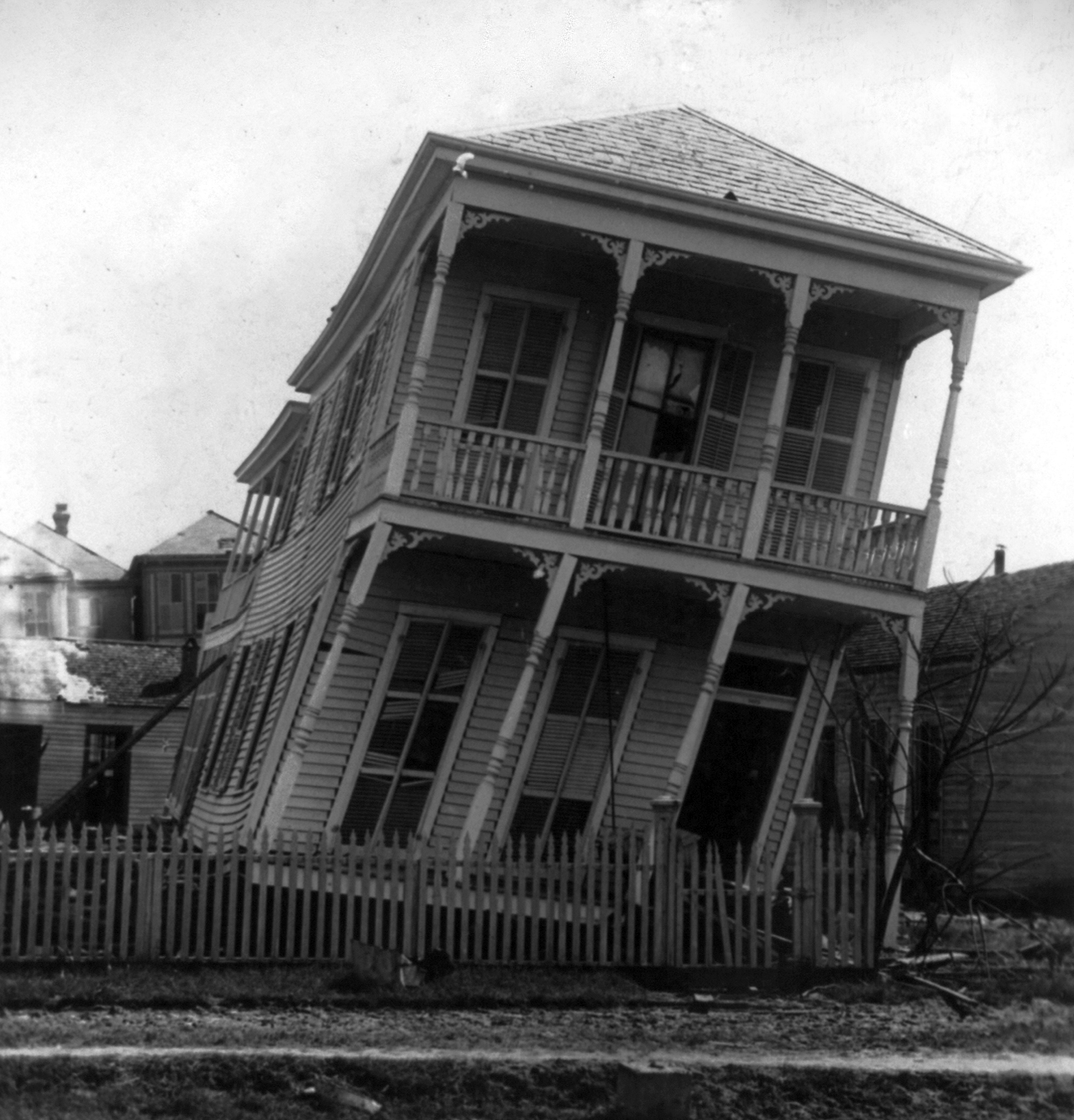
Hus som blivit snett i förödelsen.
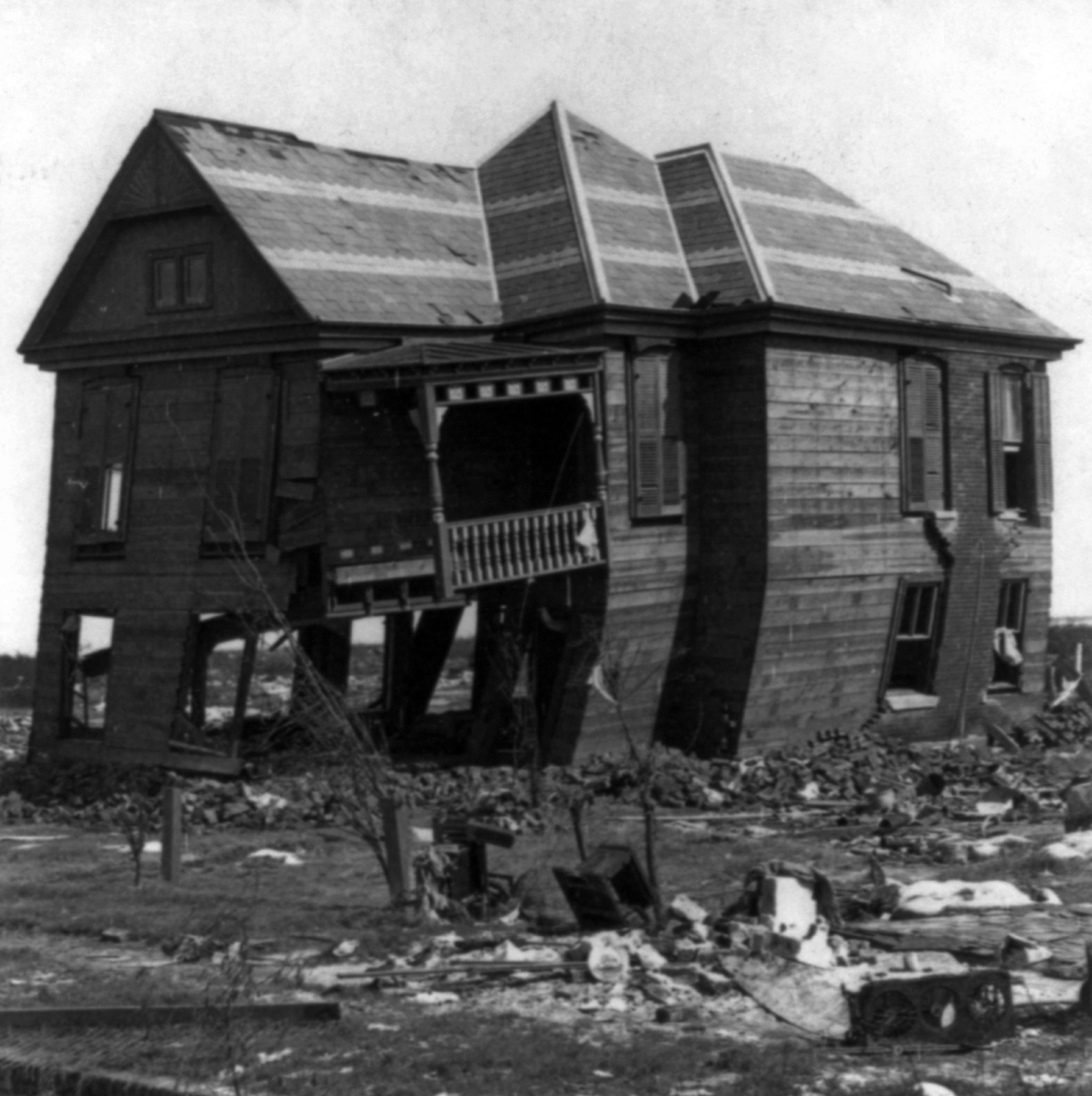
Ett av de få hus längs kusten som inte föll ihop.
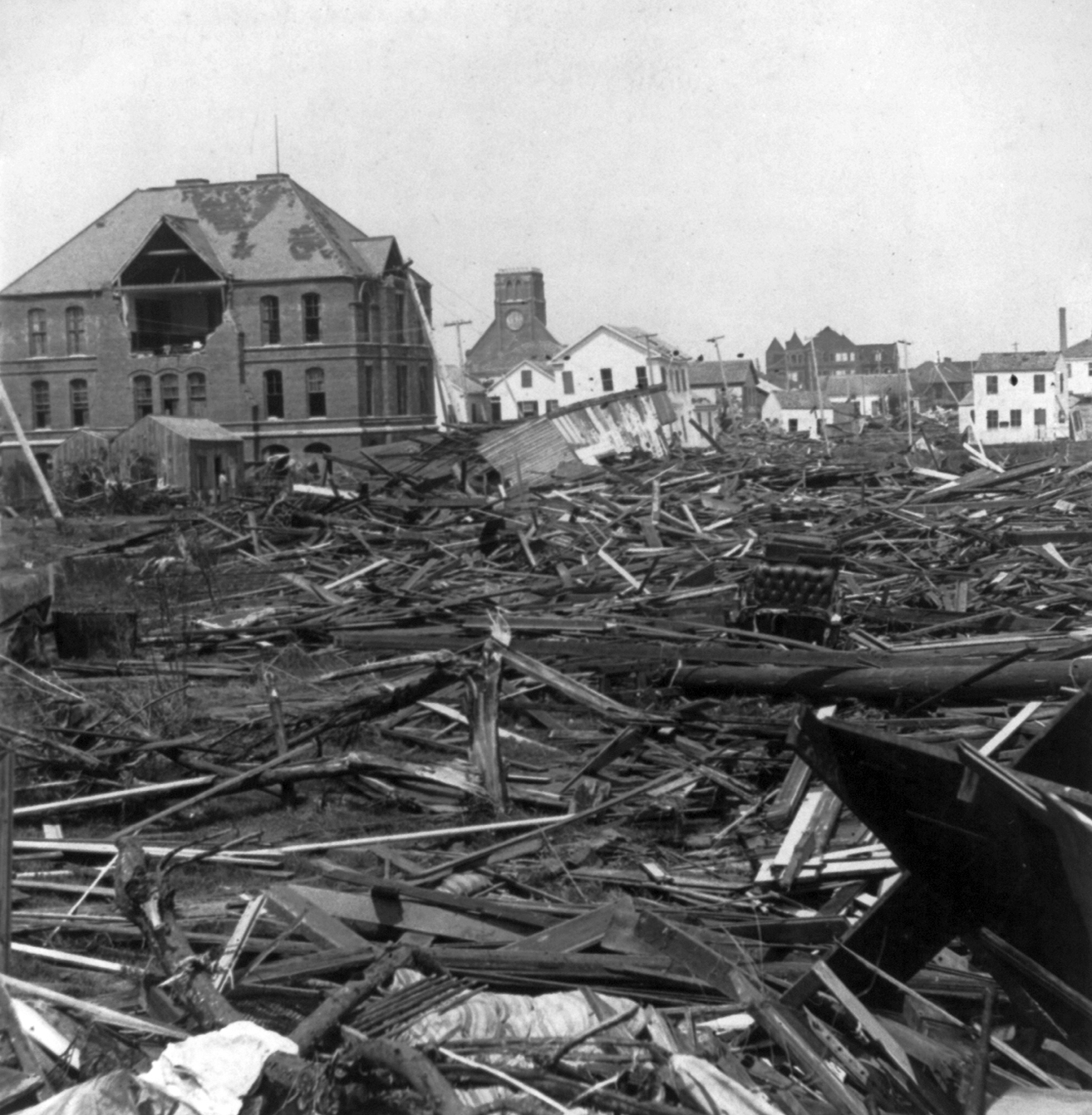
Negro High School.
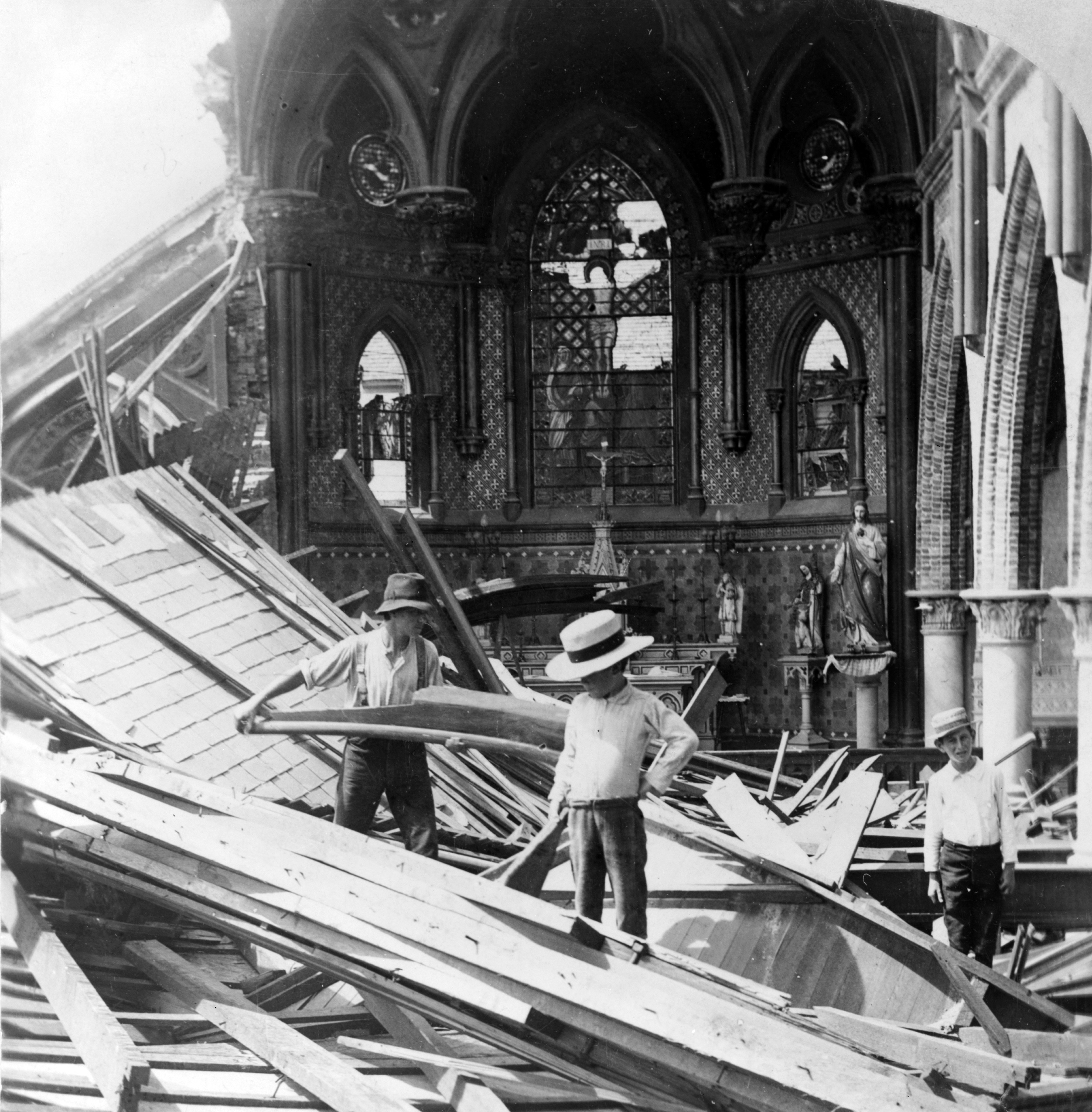
St Patrick's Church.